# Ceglo
Ceglo é uma vila localizada no município de Brda na Eslovênia. Possuía uma população estimada de 112 habitantes em 2020.